# Championnat du Nigeria de football 1998
Navigation
Saison précédente Saison suivante
La saison 1998 du Championnat du Nigeria de football est la huitième édition de la première division professionnelle à poule unique au Nigeria, la First Division League. Dix-huit clubs prennent part au championnat qui prend la forme d'une poule unique où toutes les équipes se rencontrent deux fois au cours de la saison. En fin de saison, les quatre derniers du classement sont relégués et remplacés par les quatre meilleurs clubs de Division II, la deuxième division nigériane.
C'est le club de Shooting Stars FC qui termine en tête du classement final, avec quatre points d'avance sur un duo composé du promu, Kwara United FC et d'Enugu Rangers. C'est le 6e titre de champion du Nigeria de l'histoire du club. 

## Les clubs participants
| - Julius Berger FC - Shooting Stars FC - Plateau United - Enyimba FC - BCC Lions - Kano Pillars - Enugu Rangers - Gombe United FC - Bendel Insurance | - Sharks FC - Eagle Cement - Iwuanyanwu Nationale - Jasper United - El-Kanemi Warriors - Kwara United FC - Promu de Division II - Katsina United - Udoji United FC - Nitel United - Promu de Division II |

## Compétition
Le barème de points servant à établir le classement se décompose ainsi :
- Victoire : 3 points
- Match nul : 1 point
- Défaite : 0 point

### Classement
| Rang | Équipe               | Pts | J  | G  | N | P  | Bp | Bc | Diff |
| ---- | -------------------- | --- | -- | -- | - | -- | -- | -- | ---- |
| 1    | Shooting Stars FC    | 57  | 34 | 16 | 9 | 9  | 42 | 30 | +12  |
| 2    | Kwara United FCP     | 53  | 34 | 15 | 8 | 11 | 42 | 31 | +11  |
| 3    | Enugu Rangers        | 53  | 34 | 15 | 8 | 11 | 36 | 29 | +7   |
| 4    | Jasper United        | 53  | 34 | 15 | 8 | 11 | 28 | 24 | +4   |
| 5    | Eagle CementT        | 52  | 34 | 15 | 7 | 12 | 46 | 38 | +8   |
| 6    | Plateau United       | 52  | 34 | 15 | 7 | 12 | 36 | 31 | +5   |
| 7    | Enyimba FC           | 51  | 34 | 15 | 6 | 13 | 32 | 29 | +3   |
| 8    | Kano Pillars         | 51  | 34 | 15 | 6 | 13 | 36 | 35 | +1   |
| 9    | Iwuanyanwu Nationale | 50  | 34 | 15 | 5 | 14 | 45 | 38 | +7   |
| 10   | Katsina United       | 49  | 34 | 15 | 4 | 15 | 37 | 40 | -3   |
| 11   | Gombe United FC      | 47  | 34 | 14 | 5 | 15 | 35 | 37 | -2   |
| 12   | Bendel Insurance     | 47  | 34 | 12 | 9 | 13 | 35 | 35 | 0    |
| 13   | Julius Berger FC     | 45  | 34 | 12 | 9 | 13 | 33 | 38 | -5   |
| 14   | El-Kanemi Warriors   | 45  | 34 | 12 | 7 | 15 | 36 | 41 | -5   |
| 15   | Nitel UnitedP        | 42  | 34 | 11 | 9 | 14 | 38 | 36 | +2   |
| 16   | BCC Lions            | 41  | 34 | 11 | 8 | 15 | 29 | 34 | -5   |
| 17   | Udoji United FC      | 41  | 34 | 12 | 5 | 17 | 35 | 41 | -6   |
| 18   | Sharks FC            | 32  | 34 | 9  | 5 | 20 | 27 | 46 | -19  |

|  | Qualification pour la Ligue des champions de la CAF 1999                           |
|  | Qualification pour la Coupe de la CAF 1999                                         |
|  | Relégation en Division Two                                                         |
|  | T : Tenant du titre C : Vainqueur de la Coupe du Nigeria P : Promu de Division Two |

## Bilan de la saison
| Championnat du Nigeria de football 1998 |                                  |
| Champion                                | Shooting Stars FC (6e titre)     |
| Coupes et trophées                      |                                  |
| Vainqueur de la Coupe du Nigeria 1998   | Wikki Tourists FC (Division Two) |
| Qualifications continentales            |                                  |
| Ligue des champions de la CAF 1999      | Shooting Stars FC                |
| Coupe des Coupes 1999                   | Wikki Tourists FC                |
| Coupe de la CAF 1999                    | Kwara United FC                  |
| Promotions et relégations               |                                  |
| Promus en First Division                | Kwara Stars FC                   |
| Promus en First Division                | Wikki Tourists FC                |
| Promus en First Division                | Lobi Stars FC                    |
| Promus en First Division                | Gabros International             |
| Relégués en Division II                 | Nitel United                     |
| Relégués en Division II                 | BCC Lions                        |
| Relégués en Division II                 | Udoji United FC                  |
| Relégués en Division II                 | Sharks FC                        |